# Abigail Harrison
Abigail Harrison (née le 13 juin 1997), également connue sous le nom d'Astronaut Abby, est une célébrité de l'Internet et une communicatrice scientifique américaine, en particulier dans le domaine du Programme spatial des États-Unis. Harrison est la fondatrice et la dirigeante actuelle de The Mars Generation, une 501(c)(3) à but non lucratif. Elle n'est pas astronaute.

## Biographie

### Jeunesse et éducation
Harrison est née en 1997 à Saint Paul (Minnesota). Depuis son plus jeune âge, elle cherche à devenir la première personne à aller sur Mars. Elle fréquente les écoles publiques de Saint Paul et Minneapolis K-12,.
Harrison obtient en 2019 un baccalauréat ès arts au Wellesley College. Elle poursuit des études d'astrobiologie et des études sur la Russie. Pendant qu'elle est à Wellesley, elle participe à un projet de recherche de long terme sur le lac Baïkal, dirigé par la professeure Marianne V. Moore et présenté par la suite à la conférence annuelle Tanner de l'école,.

### Carrière

#### La génération Mars
En 2015, Harrison fonde l'organisation à but non lucratif appelée The Mars Generation et en est actuellement la présidente. The Mars Generation est une organisation non gouvernementale américaine impliquée dans la mobilisation du public et la défense de l'exploration spatiale humaine et l'enseignement des sciences, technologies, ingénierie et mathématiques (STIM).

### Engagement public
La présence en ligne d'Harrison en tant qu'"Astronaut Abby" est le résultat d'un projet de 8e année de la Journée nationale d'histoire intitulé Débat et diplomatie : L'histoire de l'ISS. Elle créé un compte Twitter sous le nom d'AstronautAbby pour entrer en contact avec des employés de la NASA afin d'obtenir un devis pour son projet,. Le 28 mai 2013, elle assiste au lancement du Soyouz TMA-09M de son mentor, l'astronaute Luca Parmitano, vers la Station spatiale internationale. Elle partage cette expérience avec son public sur les médias sociaux devenant la liaison terrestre de Parmitano. En tant qu'agent de liaison avec la Terre, elle partage son expérience de six mois de vie dans l'espace avec sa communauté de médias sociaux et par le biais de son programme de sensibilisation mondial.